# Sojuz TM-34
Sojuz TM-34 je označení letu ruské kosmické lodi k Mezinárodní vesmírné stanici.

## Posádka
Startovali
- Jurij Gidzenko - (3)  Rusko
- Roberto Vittori - (1)  Itálie, ESA
- Mark Shuttleworth - (1)  Jihoafrická republika, vesmírný turista

Přistáli
- Sergej Zaljotin - (2)  Rusko
- Frank De Winne - (1)  Belgie
- Jurij Lončakov - (2)  Rusko

## Popis mise
Jednalo se o 17. pilotovaný let k Mezinárodní vesmírné stanici. Jednalo se také o poslední let verze TM kosmické lodi Sojuz. Na palubě byl vesmírný turista Mark Shuttleworth.